# Рація (Apple)
Рація — це функція передачі голосу через IP (VoIP), доступна на пристроях Apple Watch під управлінням watchOS 5.0 або новішої версії. Додаток дозволяє користувачам проводити дзвінки з аудіо FaceTime двома особами, подібно до використання справжньої рації, оскільки бесіди проводяться у режимі "Натисни і говори", і одночасно може говорити лише один кінець розмови. Рація призначена для коротких та швидких повідомлень між двома людьми, а не для тривалих розмов, які краще підходять для традиційних телефонних або відеодзвінків. Користувачі можуть встановити свою доступність для рації на панелі керування або в самому додатку, що дозволяє друзям почати дзвінок у будь-який час.
Оскільки Walkie-Talkie технічно — це лише аудіодзвінок FaceTime Audio з обов’язковою функцією “push-to-talk”, відповіді, що надсилаються між учасниками, є миттєвими, тож дзвінок розірветься, якщо обидві сторони припинять надсилати повідомлення через певний проміжок часу.
У липні 2019 року Apple тимчасово вимкнула функцію рації з усіх годинників Apple після виявлення вразливості, яка дозволила користувачеві слухати iPhone іншої людини без згоди.